# Facebreaker
Facebreaker ist eine schwedische Death-Metal-Band aus Finspång. Die Band wurde 1999 gegründet und veröffentlichte ein Jahr später das Demo Use Your Fist. 2003 bzw. 2004 erschienen eine 7"-Single und das Debütalbum Bloodred Hell jeweils bei dem britischen Label Rage of Achilles. 2008 veröffentlichte die Band ihr zweites Album Dead, Rotten and Hungry bei Pulverised Records aus Singapur und spielte anschließend auf dem Party.San. Im Mai 2009 ging sie mit den Bands Torture Killer und Demonical auf Europatour und spielte später auch auf dem Neurotic Deathfest und dem With Full Force. Im Frühjahr 2010 unterschrieb die Band einen Plattenvertrag beim deutschen Label Cyclone Empire und veröffentlichte dort ihr drittes Album Infected. 2011 spielte sie unter anderem auf den Open-Air-Festivals Fuck the Commerce, Death Feast und Summer Breeze.

## Diskografie
- 2000: Use Your Fist (Demo, Eigenveröffentlichung)
- 2003: Hate & Anger (Single, Rage of Achilles)
- 2004: Bloodred Hell (Rage of Achilles)
- 2008: Dead, Rotten and Hungry (CD, Pulverised Records)
- 2008: Dead, Rotten and Hungry (LP, Cyclone Empire)
- 2009: Bloodred Hell (Wiederveröffentlichung, Cyclone Empire)
- 2010: Infected (Cyclone Empire)
- 2012: Zombie God (Single, Cyclone Empire)
- 2013: Dedicated to the Flesh (Cyclone Empire)